# Багери, Мохаммад
Мохаммад Багери Мотамед (перс. محمد باقری معتمد‎; род. 24 января 1986, Тегеран) — иранский тхэквондист, чемпион мира, призёр Олимпийских игр.
Родился в Тегеране. В 2002 году завоевал бронзовую медаль чемпионата Азии. На чемпионате Азии 2004 года стал обладателем серебряной медали. В 2005 году стал серебряным призёром Универсиады. На Универсиаде 2007 года завоевал золотую медаль. В 2008 году стал чемпионом Азии. В 2009 году выиграл чемпионат мира. В 2010 году стал чемпионом Азии и Азиатских игр. В 2011 году завоевал серебряную медаль чемпионата мира. В 2012 году стал обладателем серебряной медали Олимпийских игр в Лондоне. В 2013 году завоевал золотую медаль на Исламских играх солидарности.